# Cressensac
Cressensac är en kommun i departementet Lot i regionen Occitanien i södra Frankrike. Kommunen ligger i kantonen Martel som tillhör arrondissementet Gourdon. År 2018 hade Cressensac 630 invånare.

## Befolkningsutveckling
Antalet invånare i kommunen Cressensac
| Referens: INSEE |